# Equalitzador adaptable
Un equalitzador adaptable és un equalitzador que s'adapta automàticament (en funció del temps) a les propietats del canal de comunicació. S'utilitza sovint amb modulacions coherents, com ara modulació per desplaçament de fase, mitigant els efectes de la propagació multitrajecte i esvaïment. Hi ha diferents estratègies com l'algorisme_LMS o l'algorisme_RLS. Un exemple ben conegut és l'equalitzador de decisió per retroalimentació, un filtre que utilitza la retroalimentació de les modulacions detectades, en addició a l'equalització convencional de modulacions futures. Alguns sistemes utilitzen seqüències predefinides de formació per a proporcionar punts de referència per al procés d'adaptació.